# Biriüssa
Biriüssa (en rus: Бирюса) és un poble del krai de Krasnoiarsk, a Rússia, segons el cens del 2010 tenia 176 habitants. Pertany al districte municipal d'Àban.